# Sonja Wiedemann
Sonja Wiedemann, née le 8 septembre 1977 à Munich, est une ancienne lugeuse allemande.
Dès sa première année en équipe nationale en 1999, elle a remporté le titre mondial en luge simple. Elle termine sa carrière en 2004, après un bref retour à la compétition depuis une longue pause entamée en 2001.

## Palmarès

### Championnats du monde
- Médaille d'or en simple en 1999 à Königssee
- Médaille de bronze en simple en 2000 à Saint-Moritz

### Championnats d'Europe
- Médaille d'argent lors de la compétition par équipes en 2000 à Winterberg

### Coue du monde
- 3 victoires.